# Westside Steelers
Gli Westside Steelers sono una squadra di football americano di Marangaroo, sobborgo della Città di Wanneroo a Perth, in Australia, fondata nel 1990.

## Dettaglio stagioni

### Tornei locali

#### Gridiron West League
| Stagione | regular season | regular season | regular season | regular season | regular season | regular season | playoff | playoff | playoff | playoff | playoff | playoff   | playoff    |
|          | Vin            | Par            | Per            | Tot            | PF             | PS             | Vin     | Per     | Tot     | PF      | PS      | risultato | avversaria |
| -------- | -------------- | -------------- | -------------- | -------------- | -------------- | -------------- | ------- | ------- | ------- | ------- | ------- | --------- | ---------- |
| 2020-21  | 0              | 0              | 12             | 5              | 26             | 394            | -       | -       | -       | -       | -       | -         | -          |
| 2021-22  | 1              | 0              | 4              | 5              | 76             | 94             | -       | -       | -       | -       | -       | -         | -          |
| Totale   | 1              | 0              | 16             | 17             | 102            | 488            | -       | -       | -       | -       | -       |           |            |

Fonti: Enciclopedia del Football - A cura di Roberto Mezzetti

## Palmarès
- 1 WAGFL Championship Game (1990-91)
- 3 West Bowl (2004-05, 2006-07, 2007-08)